# IJzeren Front

Symbool van het IJzeren Front (zonder de gebruikelijke cirkel).

Het IJzeren Front (Duits: Eiserne Front) was een antinazistische, republikeinse, en anticommunistische paramilitaire organisatie die actief was gedurende de laatste jaren van de Weimarrepubliek. De organisatie had zo'n 3,5 miljoen leden.

## Geschiedenis

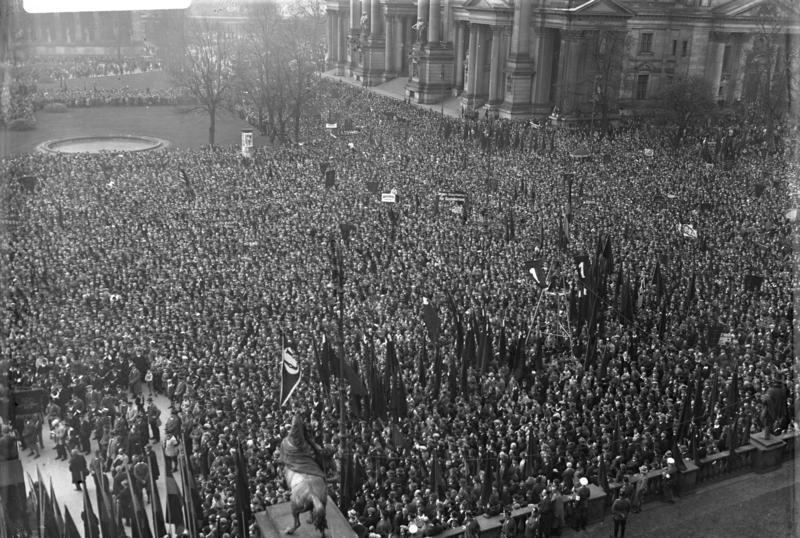
Verkiezingsbijeenkomst van het IJzeren Front voor de Pruisische verkiezingen in Lustgarten, Berlijn (april 1932).

Het IJzeren Front werd opgericht op 16 december 1931 door de Sozialdemokratische Partei Deutschlands (SPD) samen met de Allgemeiner Deutscher Gewerkschaftsbund, Rijksbanier Zwart-Rood-Goud en diverse sportclubs voor werklieden. Het oorspronkelijke doel van de organisatie was om weerstand te bieden aan het extreemrechtse Harzburger Front dat was opgericht door de Nationaalsocialistische Duitse Arbeiderspartij (NSDAP), de Stahlhelm, en de Duitse Nationale Volkspartij (DNVP). De organisatie streefde ernaar om de oude Rijksbanier, de SPD-jeugdorganisatie, en de liberale partijen en arbeidersverenigingen te verenigen om zo een front te vormen tegen de extreemrechtse politiek van die tijd.
Met name de SPD-leden verenigden zich onder het IJzeren Front en hielden demonstraties, vochten met fascisten en nationaalsocialisten, en bewapenden zichzelf, wat de leiders van de partij te ver ging. Het Front bestond dan ook voornamelijk uit revolutionairen. De organisatie werd verboden in 1933, het jaar waarin de nationaalsocialist Adolf Hitler rijkskanselier werd.

## Logo
Het logo van het IJzeren Front bestaat uit drie zwarte pijlen die links naar beneden wijzen, met daar omheen een zwarte cirkel. Dit logo wordt aangeduid als de antifascistische cirkel. Het is ontworpen door Sergei Chakhotin in 1931 en was zo gemaakt dat het gemakkelijk over de nazistische swastika's getekend kan worden.